# The Expendables 2
The Expendables 2 är en amerikansk actionfilm från 2012, regisserad av Simon West. Det är uppföljaren till filmen The Expendables från 2010.

## Handling
Mr Church samlar åter ihop the Expendables för vad som skulle vara ett enkelt jobb med stor avkastning. Men något går fel och en av dem mördas under uppdraget. Hämndlystna och beväpnade till tänderna beger sig the Expendables på en hämndresa rakt in i fiendeland och möter hårdare motstånd än de någonsin kunnat ana.

## Rollista
| Sylvester Stallone    | – Barney Ross   |
| Jason Statham         | – Lee Christmas |
| Jet Li                | – Yin Yang      |
| Dolph Lundgren        | – Gunnar Jensen |
| Chuck Norris          | – Booker        |
| Terry Crews           | – Hale Caesar   |
| Randy Couture         | – Toll Road     |
| Liam Hemsworth        | – Billy the Kid |
| Scott Adkins          | – Hector        |
| Yu Nan                | – Maggie        |
| Jean-Claude Van Damme | – Vilain        |
| Bruce Willis          | – Mr. Church    |
| Arnold Schwarzenegger | – Trench Mauser |
| Amanda Ooms           | – Pilar         |
| Charisma Carpenter    | – Lacy          |

## Om filmen
- Filmen hade biopremiär den 17 augusti 2012 och Sverigepremiär den 22 augusti 2012.
- Filmningen skedde i Bulgarien, Hongkong och New Orleans.
- Filmen blev kontroversiell när en stuntman (Kun Liu) avled under filmningen.
- Jet Li var bara med i början av filmen eftersom han var upptagen med en annan film vid tillfället.

## Mottagande
- Aftonbladet [1]
- Arbetarbladet [2]